# Bródy Sándor (labdarúgó)
Bródy Sándor (Székelyfalva, 1884. május 16. – 1944. április 19.) válogatott labdarúgó, a Ferencváros középfedezete. Fáradhatatlan, átlagon felüli küzdőképességgel rendelkező, erőtől duzzadó játékos volt. Fejjátéka kiemelkedő volt. Hosszú átadásaival hatékonyan segítette a támadásokat is.

## Családja
Szülei Brodi Móric és Löffler Mina.

## Pályafutása

### Klubcsapatban
1902. február 23-án mutatkozott be a Ferencváros csapatában a BTC ellen (1-5), ahol 12 idényen át szerepelt, ebből nyolcszor bajnok, négyszer második lett. Utolsó mérkőzését 1914. május 10-én játszotta az BTC ellen (1-0). Ezután még 1920-ban és 1921-ben egy-egy hivatalos mérkőzésre visszatért. Összesen 307 mérkőzésen játszott a Fradiban (151 bajnoki, 92 nemzetközi, 64 hazai díjmérkőzés) és 17 gólt szerzett (11 bajnoki, 6 egyéb).

### A válogatottban
1906 és 1913 között 17 alkalommal szerepelt a válogatottban és egy gólt szerzett. Tagja volt az 1912-es stockholmi olimpián részt vevő csapatnak, de pályára nem lépett.

### Edzőként
1925-1926-ban még nem hivatalos edzőként a bajnokságig vezette a zöld-fehéreket. 1937-ben egy mérkőzés erejéig a Ferencváros vezetőedzője volt.

## Sikerei, díjai

### Játékosként
- Magyar bajnokság
  - bajnok: 1903, 1905, 1906-1907, 1908-1909, 1909-1910, 1910-1911, 1911-1912, 1912-1913
  - 2.: 1902, 1904, 1907-1908, 1913-1914
- Magyar kupa
  - győztes: 1913
- Ezüstlabda
  - győztes: 1903, 1904, 1906, 1908, 1909
- Challenge kupa
  - győztes: 1909
- az FTC örökös bajnoka: 1925

### Válogatottban
- A stockholmi olimpia résztvevője. A vigaszág győztes csapat tagja (5. hely) – nem lépett pályára

### Edzőként
- Magyar bajnokság
  - bajnok: 1925-1926

## Statisztika

### Mérkőzései a válogatottban
| Magyarország | Magyarország      | Magyarország                      | Magyarország | Magyarország | Magyarország | Magyarország  | Magyarország | Magyarország |
| #            | Dátum             | Helyszín                          | Hazai        | Eredmény     | Vendég       | Kiírás        | Gólok        | Esemény      |
| ------------ | ----------------- | --------------------------------- | ------------ | ------------ | ------------ | ------------- | ------------ | ------------ |
| 1.           | 1906. november 4. | Budapest, Millenáris-pálya        | Magyarország | 3 – 1        | Ausztria     | barátságos    | -            |              |
| 2.           | 1907. április 7.  | Budapest, Millenáris-pálya        | Magyarország | 5 – 2        | Csehország   | barátságos    | -            |              |
| 3.           | 1907. május 5.    | Bécs, Rapid-pálya                 | Ausztria     | 3 – 1        | Magyarország | barátságos    | -            |              |
| 4.           | 1908. április 5.  | Budapest, Millenáris-pálya        | Magyarország | 5 – 2        | Csehország   | barátságos    | -            |              |
| 5.           | 1908. május 3.    | Bécs, Hohe Warte                  | Ausztria     | 4 – 0        | Magyarország | barátságos    | -            |              |
| 6.           | 1908. június 10.  | Budapest, Millenáris-pálya        | Magyarország | 0 – 7        | Anglia       | barátságos    | -            |              |
| 7.           | 1908. november 1. | Budapest, Millenáris-pálya        | Magyarország | 5 – 3        | Ausztria     | barátságos    | -            |              |
| 8.           | 1909. április 4.  | Budapest, Millenáris-pálya        | Magyarország | 3 – 3        | Németország  | barátságos    | -            |              |
| 9.           | 1909. május 2.    | Bécs, Cricketer-pálya             | Ausztria     | 3 – 4        | Magyarország | barátságos    | -            |              |
| 10.          | 1909. május 30.   | Budapest, Millenáris-pálya        | Magyarország | 1 – 1        | Ausztria     | barátságos    | -            |              |
| 11.          | 1911. január 6.   | Milánó, Stadio Civico Arena       | Olaszország  | 0 – 1        | Magyarország | barátságos    | -            |              |
| 12.          | 1911. október 29. | Budapest, Millenáris-pálya        | Magyarország | 9 – 0        | Svájc        | barátságos    | -            |              |
| 13.          | 1911. november 5. | Budapest, Üllői úti pálya         | Magyarország | 2 – 0        | Ausztria     | Wagner-serleg | -            |              |
| 14.          | 1912. április 14. | Budapest, Üllői úti pálya         | Magyarország | 4 – 4        | Németország  | barátságos    | -            |              |
| 15.          | 1912. június 23.  | Kristiania, Gamle Frogner-stadion | Norvégia     | 0 – 6        | Magyarország | barátságos    | -            |              |
| 16.          | 1912. július 14.  | Moszkva, SZKSZ-stadion            | Oroszország  | 0 – 12       | Magyarország | barátságos    | 1            | 86'          |
| 17.          | 1913. április 27. | Bécs, WAC-Platz                   | Ausztria     | 1 – 4        | Magyarország | Wagner-serleg | -            |              |
|              | Összesen          |                                   |              | 17           | mérkőzés     |               | 1            | gól          |